# Щ
Щ, щ (en cursiva Щ, щ) és una lletra de l'alfabet ciríl·lic. Present a la meitat dels alfabets ciríl·lics dels idiomes eslaus, és la vint-i-sisena lletra a l'alfabet búlgar, la vint-i-setena al rus i la trentena a l'ucraïnès. La seva forma prové de la lletra de l'alfabet glagolític shta (Ⱋ), la lligadura de les lletres sha (Ⱎ) i tverdo (Ⱅ).
- En rus tradicionalment es pronunciava /ʃʧ/ o /ʃʲʧʲ/, però en l'actualitat /ɕː/ és com es pronuncia normalment.[3]
- En ucraïnès: /ʃʧ/ o /ʃʲʧʲ/[4]
- En búlgar: /ʃt/[2]

## Taula de codis
| Codificació de caràcters | Tipus     | Decimal | Hexadecimal | Octal  | Binari              |
| ------------------------ | --------- | ------- | ----------- | ------ | ------------------- |
| Unicode                  | Majúscula | 1065    | 0429        | 002051 | 0000 0100 0010 1001 |
| Unicode                  | Minúscula | 1097    | 0449        | 002111 | 0000 0100 0100 1001 |
| ISO 8859-5               | Majúscula | 201     | C9          | 311    | 1100 1001           |
| ISO 8859-5               | Minúscula | 233     | E9          | 351    | 1110 1001           |
| KOI 8                    | Majúscula | 253     | FD          | 375    | 1111 1101           |
| KOI 8                    | Minúscula | 221     | DD          | 335    | 1101 1101           |
| Windows 1251             | Majúscula | 217     | D9          | 331    | 1101 1001           |
| Windows 1251             | Minúscula | 249     | F9          | 371    | 1111 1001           |